# Maestro de Cabestany

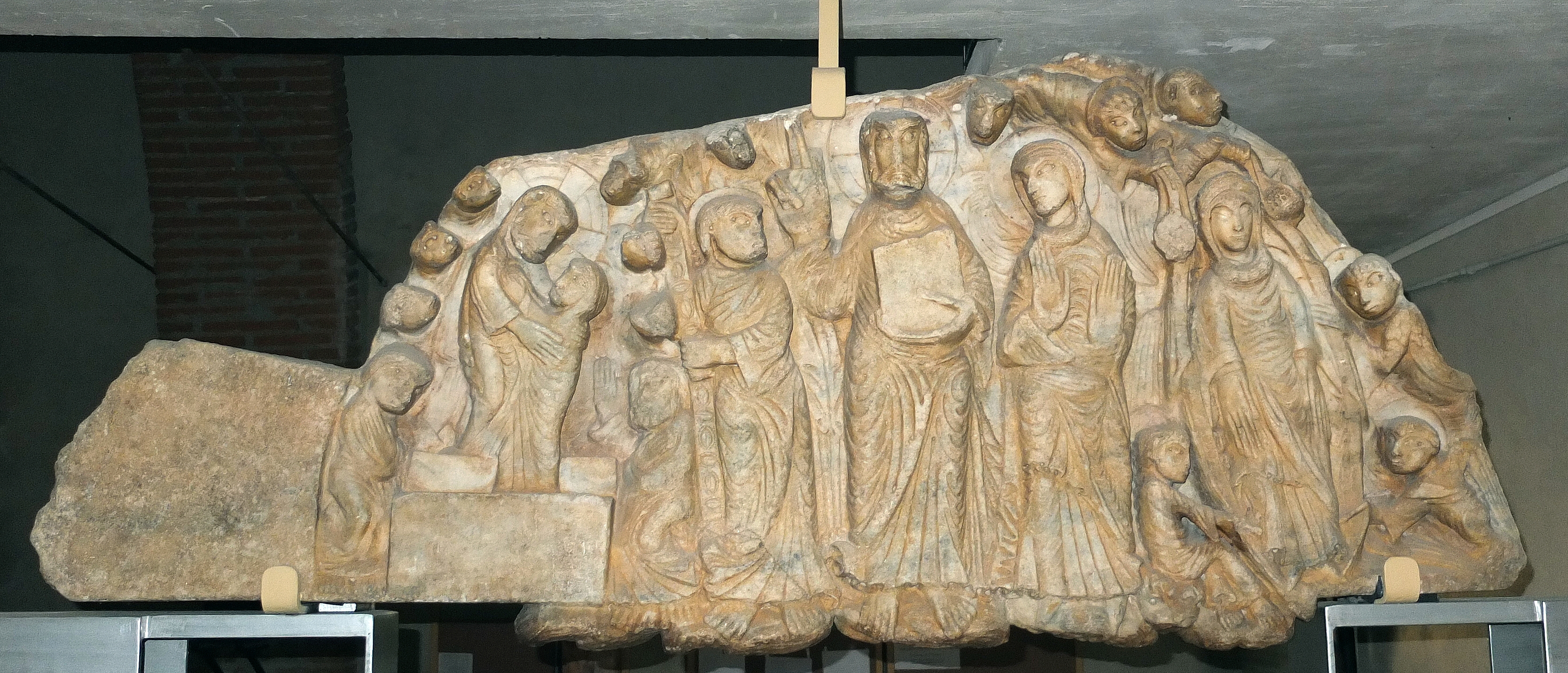
Tímpano de la iglesia de Cabestany, con relieve de temática asuncionista que representa la resurrección de María y la incredulidad de Santo Tomás.

El Maestro de Cabestany es un escultor del periodo románico, activo en el siglo XII, que ejerció en su tiempo una enorme influencia. Su verdadero nombre se desconoce pero su obra es bien conocida y admirada. Tras el estudio durante la década de los años 1930 del tímpano de la iglesia de Notre-Dame-des-Anges en la localidad francesa de Cabestany, los historiadores de arte agruparon unas 120 obras escultóricas que tenían características en común con este tímpano bajo la autoría de un mismo escultor y de su taller o escuela, dándole el nombre de dicha localidad.

## Maestro escultor
Se especula sobre el hecho de que pudo ser un monje benedictino originario de Toulouse o de Prato, existiendo también corrientes historiográficas que lo clasifican como un hereje, partiendo del hecho que transformara sus propias ideas en esculturas sin seguir ningún modelo, innovando y trabajando principalmente en territorios donde se hallaba asentada en la época una de las grandes herejías, los cátaros.
Puede seguirse el rastro de su obra por las iglesias y abadías desde Navarra hasta la Toscana. El maestro y su taller trabajaron activamente durante la década del 1150, de forma itinerante por Cataluña (Ampurdán principalmente y Gerona), sur de Francia (Languedoc y Rosellón) y norte de Italia pareciendo haber seguido caminos de peregrinación a Roma y a Santiago, actuando con un alto grado de unidad técnica y formal.

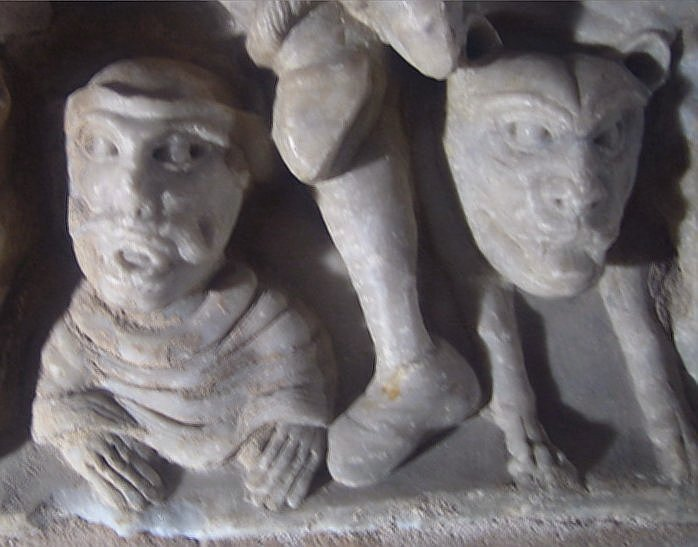
Detalle del sarcófago en mármol sito en la abadía de Saint-Hilaire donde se observa alguna de las características intrínsecas plásticas con personalidad propia descritas de la escultura del maestro de Cabestany.

## Características
Las obras del maestro de Cabestany presentan unas características muy particulares con un notable grado de capacidad narrativa, estudiadas muy a fondo por los especialistas. Algunas de estas características son:
- Caras triangulares con las orejas bastante altas y los ojos almendrados, con pupilas evidenciadas, en que se aprecia el golpe del taladro al hacer un agujero.
- Variedad de pliegues en los ropajes que dan sensación de movimiento.
- Buen acabado y detalles minuciosos.
- Tamaño desmesurado y alargado de las manos y los pies.
- Dominio de los diferentes planos de profundidad, de las proporciones, del volumen de los cuerpos e interrelación de escenas.
- Esculpido exclusivamente en mármol blanco.

## Obras en España

### Obras en Cataluña
- San Pedro de Roda: en la portada principal de este monasterio se conservan algunos fragmentos in situ. El magnífico relieve de Jesús con Pedro en la barca se guarda en el Museo Frederic Marès de Barcelona. La representación de las aguas y los peces se considera como obra arcaizante genial. Está considerada su obra maestra.
- San Pedro de Galligans, atribuidos al maestro los capiteles interiores del ábside.
- Iglesia de Sant Esteve d'en Bas

### Obras en Navarra
- Iglesia de Errondo: tímpano de la portada de la iglesia de la localidad, conservado actualmente en el Metropolitan Museum de Nueva York.
- Villaveta

## Obras en Francia

### Obras en el Languedoc

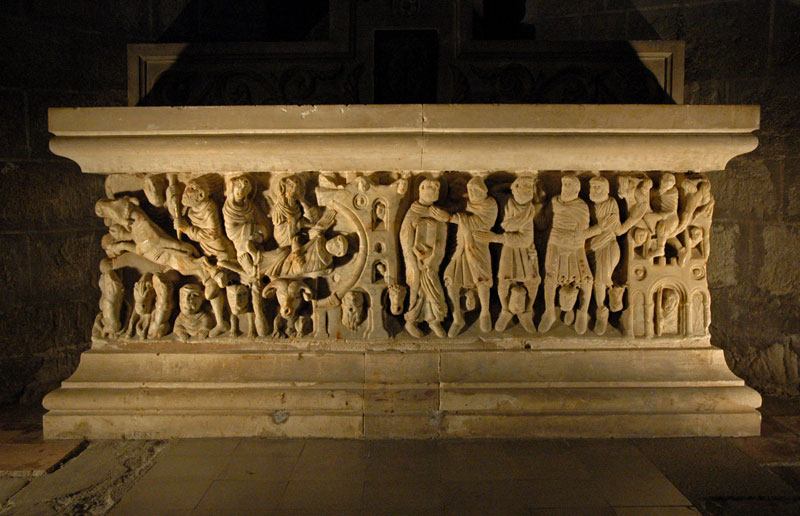
Sarcófago de Saint-Sernin, en la abadía de Sant-Hilaire.

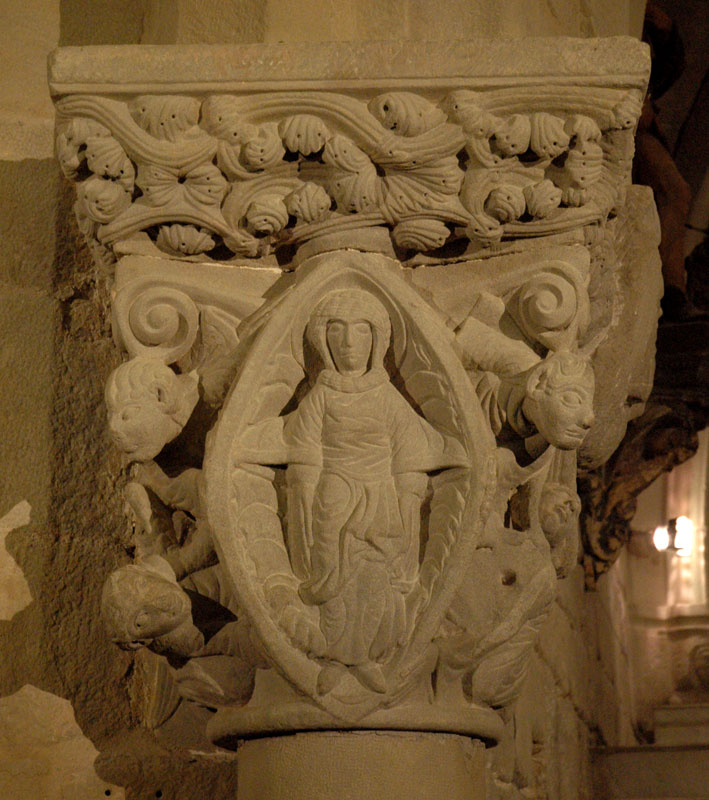
capitel de la Asunción en Rieux.

- Abadía de Saint-Papoul: en la cabecera semicircular de la iglesia abadial se encuentran ocho capiteles y veintiocho modillones atribuidos al maestro, entre los que destacan dos capiteles llamados respectivamente "Daniel en el foso de los leones" y "el castigo de los babilonios".
- Abadía de Saint-Hilaire: en el interior de la iglesia se conserva un sarcófago en mármol del primer obispo de Carcasona, San Hilario, esculpido representando el martirio de Saint-Sernin (Saint-Saturnin), el primero obispo de Toulouse. La composición sigue una lectura inversa, empezando por la derecha.
- Abadía de Lagrasse: en el transcurso de unas obras en 1989 en el claustro, para abrir de nuevo la puerta que lo comunicaba con los dormitorios tapiada durante la Revolución francesa, se descubrió un capitel románico atribuido al maestro, representando la lucha entre el hombre y un monstruo.
- Iglesia de Santa María de Rieux-Minervois, donde hay huella de su obra en un grupo de capiteles, esculpidos con motivos corintios o animales, entre los que destaca uno representando la asunción de la Virgen.
- Narbona: en el museo arqueológico de la ciudad se conservan dos capitales, uno representando monstruos y otro de estilo corintio. Se cree que forman parte de las últimas obras del maestro o su taller.

### Obras en el Rosellón
- Iglesia de Notre-Dame-des-Anges de Cabestany, donde se encuentra el tímpano que da el nombre al maestro. En él se representa, empezando de manera inusual por la derecha, varias escenas de la asunción. En primer lugar se muestra la resurrección de la Virgen; en el centro la donación del cinturón a Tomás el Apóstol por parte de María ya resucitada y a la izquierda como es acogida en el cielo.
- Monasterio de Sant Genís de Fontanes
- Monastir-del-Camp: son atribuidos al taller del maestro los capiteles de la puerta occidental con doble arquivuelta del monasterio del priorato.
- Iglesia de Santa María de Le Boulou: su obra se observa en el frisado de la puerta de entrada representando escenas de la infancia de Jesús.

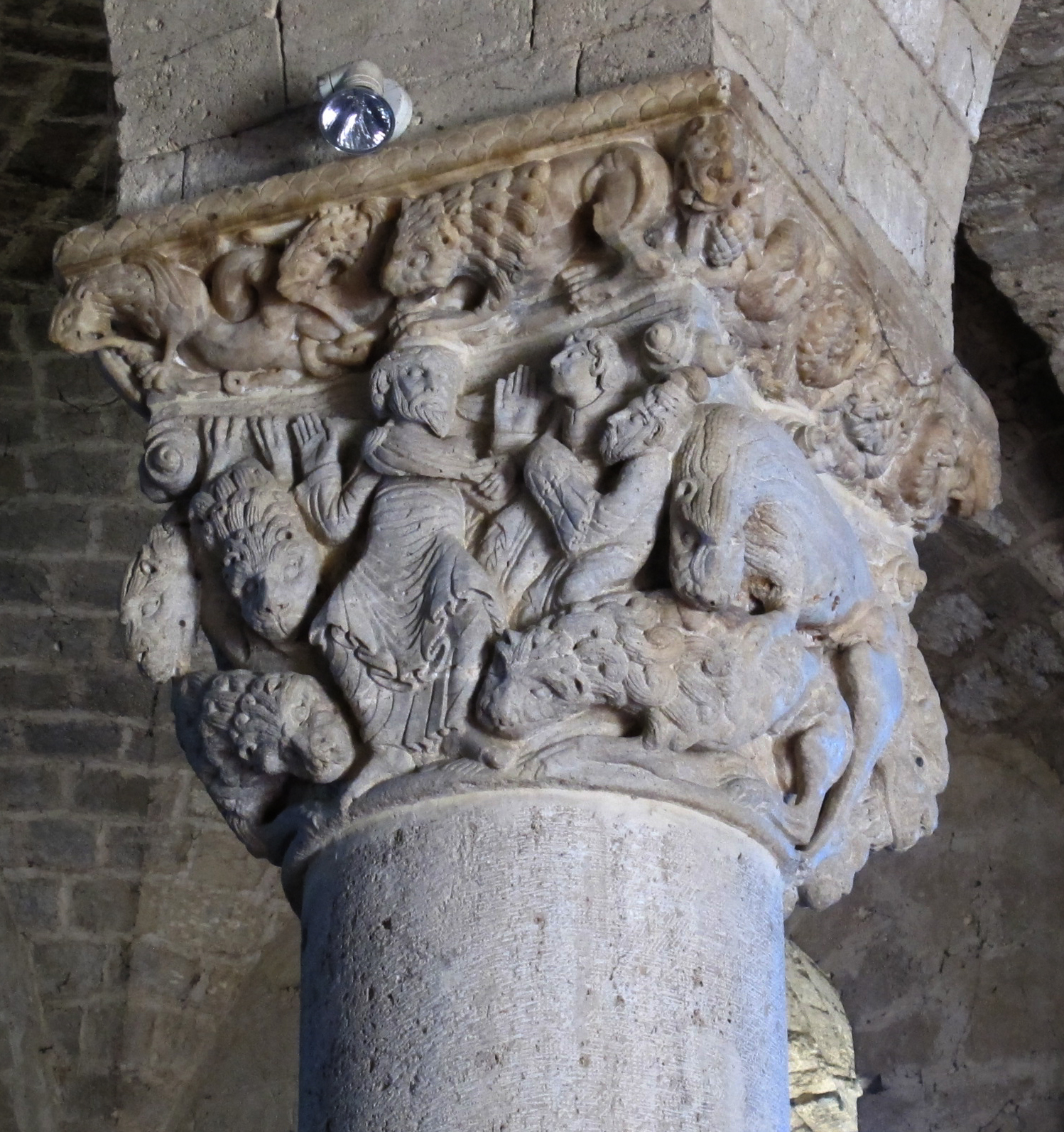
Capitel de la Abadía de Sant'Antimo, atribuido al Maestro de Cabestany.

## Obras en Italia

### Obras en la Toscana
- Abadía de Sant'Antimo: se encuentran la obra del maestro en un capitel situado en el interior de la nave de la abadía, representando a Daniel en la fosa de los leones donde se observa, por un lado a Daniel en actitud de oración en medio a los leones hambrientos, por otro los leones que despedazan a los acusadores.
- Iglesia de San Giovanni in Sugana: Columna que por la iconografía podría tratarse del pie de una pila bautismal, con relieves representando escenas del nacimiento de Jesús en la parte superior, la Anunciación de Nuestra Señora en la inferior, unidas ambas representaciones por una intermedia representando pastores en la que un ángel agarra a uno de ellos por la barba. Conservada en la actualidad en el Museo di Arte sacra.
- Prato: en el Museo dell'Opera del Duomo, contiguo a la catedral de Prato, se conservan en una sala que reproduce un claustro, varios capiteles zoomórficos atribuidos al maestro.